# Opération Nougat
L'opération Nougat est le nom donné à une série de 37 essais atomiques effectués au site d'essais du Nevada (à une exception près) par les États-Unis en 1961 et 1962. Elle suit l'opération Hardtack II et précède l'opération Dominic.
L'opération Nougat commence immédiatement après que l'Union soviétique annonce en 1961 son intention de mettre fin au moratoire sur les essais nucléaires. Les États-Unis procèdent au tir de l'engin explosif Mink, le lendemain, les Soviétiques font exploser la Tsar Bomba. La plupart des essais américains sont de faibles puissances explosives et souterrains. C'est lors de l'opération Dominic que les nouvelles conceptions d'armes seront testées. Le tir Gnome, partie de l'opération Plowshare qui vise à développer des techniques d'excavations à l'aide d'explosifs nucléaires, est réalisé pendant cette opération.

## Essais
Tous les essais ont lieu sur le site d'essais du Nevada, sauf Gnome, souterrain, qui s'est déroulé au Sud-Est du Nouveau-Mexique à environ 40 km au sud-est de Carlsbad. 
| Nom            | Date              | Puissance explosive |
| -------------- | ----------------- | ------------------- |
| Antler         | 15 septembre 1961 | 2,6 kt              |
| Shrew          | 16 septembre 1961 | < 20 kt             |
| Boomer         | 1er octobre 1961  | < 20 kt             |
| Chena          | 10 octobre 1961   | < 20 kt             |
| Mink           | 29 octobre 1961   | < 20 kt             |
| Fisher         | 3 décembre 1961   | 13,4 kt             |
| Gnome          | 10 décembre 1961  | 3 kt                |
| Mad            | 13 décembre 1961  | 0,5 kt              |
| Ringtail       | 17 décembre 1961  | < 20 kt             |
| Feather        | 22 décembre 1961  | 0.15 kt             |
| Stoat          | 9 janvier 1962    | 5,1 kt              |
| Agouti         | 18 janvier 1962   | 6,4 kt              |
| Dormouse       | 30 janvier 1962   | < 20 kt             |
| Stillwater     | 8 février 1962    | 3,07 kt             |
| Armadillo      | 9 février 1962    | 7,1 kt              |
| Hard Hat       | 15 février 1962   | 5,7 kt              |
| Chinchilla I   | 19 février 1962   | 1,9 kt              |
| Codsaw         | 19 février 1962   | < 20 kt             |
| Cimarron       | 23 février 1962   | 11,9 kt             |
| Platypus       | 24 février 1962   | < 20 kt             |
| Pampas         | 1er mars 1962     | 9,5 kt              |
| Danny Boy      | 5 mars 1962       | 0,43 kt             |
| Ermine         | 6 mars 1962       | < 20 kt             |
| Brazos         | 8 mars 1962       | 8,4 kt              |
| Hognose        | 15 mars 1962      | < 20 kt             |
| Hoosic         | 28 mars 1962      | 3,4 kt              |
| Chinchilla II  | 31 mars 1962      | < 20 kt             |
| Dormouse Prime | 5 avril 1962      | 10,6 kt             |
| Passaic        | 6 avril 1962      | < 20 kt             |
| Hudson         | 12 avril 1962     | < 20 kt             |
| Platte         | 14 avril 1962     | 1,85 kt             |
| Dead           | 21 avril 1962     | < 20 kt             |
| Black          | 27 avril 1962     | < 20 kt             |
| Paca           | 7 mai 1962        | < 20 kt             |
| Arikaree       | 10 mai 1962       | < 20 kt             |
| Aardvark       | 12 mai 1962       | 40 kt               |
| Eel            | 19 mai 1962       | 4,5 kt              |
| White          | 25 mai 1962       | < 20 kt             |
| Raccoon        | 1er juin 1962     | < 20 kt             |
| Packrat        | 6 juin 1962       | < 20 kt             |
| Des Moines     | 13 juin 1962      | 2,9 kt              |
| Daman I        | 21 juin 1962      | < 20 kt             |
| Haymaker       | 27 juin 1962      | 67 kt               |
| Marshmallow    | 28 juin 1962      | < 20 kt             |
| Sacramento     | 30 juin 1962      | < 20 kt             |